# Lim Ji-yeon
Lim Ji-yeon (Hangul: 임지연, Hanja: 林智妍, Hán-Việt: Lâm Trí Nghiên; sinh ngày 23 tháng 6 năm 1990) là một nữ diễn viên người Hàn Quốc trực thuộc công ty giải trí Artist Company. Sau khi xuất hiện trong một số phim ngắn, cô có vai diễn điện ảnh đầu tiên trong Ám ảnh ngoại tình (2014). Vai diễn này đã mang về cho cô giải thưởng Grand Bell và đề cử Giải thưởng nghệ thuật Baeksang cùng nhiều giải thưởng khác. Sau đó, cô đóng vai chính trong bộ phim Vương triều dục vọng (2015) và phim truyền hình Xã hội thượng lưu (2015), cô giành được Giải thưởng Ngôi sao APAN và Giải thưởng Phim truyền hình Hàn Quốc. Cô đã gặt hái được nhiều thành công hơn nữa trong bộ phim truyền hình Ngọn gió đời tôi (2016–2017), Cuộc đời thứ 2 (2019), và Vinh quang trong thù hận (2022–2023), cũng như bộ phim Anh hùng hành giả (2021).

## Tiểu sử
Lim Ji-yeon theo học chuyên ngành Diễn xuất tại Đại học Nghệ thuật Quốc gia Hàn Quốc.

## Sự nghiệp
Tháng 5 năm 2020, Lim Ji-yeon ký hợp đồng với công ty quản lý mới Artist Company.

## Đời tư

### Mối quan hệ
Ngày 1 tháng 4 năm 2023, Artist Company xác nhận rằng Lim Ji-yeon đang hẹn hò với nam diễn viên Lee Do-hyun, người cô gặp khi quay phim Vinh quang trong thù hận.

## Danh sách phim

### Phim điện ảnh
| Năm  | Tựa đề                     | Vai              | Ghi chú   | Ng.           |
| ---- | -------------------------- | ---------------- | --------- | ------------- |
| 2011 | Dear Catastrophe           |                  | Phim ngắn | [ 6 ]         |
| 2012 | Poker Face Girl            |                  | Phim ngắn | [ 6 ]         |
| 2013 | Just You                   |                  | Phim ngắn | [ 6 ]         |
| 2013 | When September Ends        |                  | Phim ngắn | [ 7 ]         |
| 2014 | Ám ảnh ngoại tình          | Jong Ga-heun     | Vai chính | [ 8 ]         |
| 2014 | Romance in Seoul           | Cô gái trong hẻm | Vai phụ   | [ 9 ]         |
| 2015 | Vương triều dục vọng       | Dan-hee          | Vai chính | [ 10 ] [ 11 ] |
| 2016 | Xin lỗi anh chỉ là sát thủ | Song Eun-joo     | Vai chính | [ 12 ] [ 13 ] |
| 2019 | Thần bài: Jack một mắt     | Young-mi         | Vai phụ   | [ 14 ]        |
| 2021 | Anh hùng hành giả          | Moon Jin-ah      | Vai chính | [ 15 ] [ 16 ] |
| 2024 | Revolver                   | Jeong Yoon-sun   |           | [ 17 ]        |

### Phim truyền hình
| Năm       | Tựa đề                   | Kênh | Vai          | Ghi chú             | Ng.    |
| --------- | ------------------------ | ---- | ------------ | ------------------- | ------ |
| 2015      | Xã hội thượng lưu        | SBS  | Lee Ji-yi    | Vai phụ             | [ 18 ] |
| 2016      | Canh bạc hoàng gia       | SBS  | Dam-seo      | Vai phụ             | [ 19 ] |
| 2016      | Chuyện tình bác sĩ       | SBS  | Lee Soo-jung | Khách mời (tập 7–8) | [ 20 ] |
| 2016~2017 | Ngọn gió đời tôi         | MBC  | Kim Mi-poong | Vai chính           | [ 21 ] |
| 2019      | Cuộc đời thứ 2           | MBC  | Ra Si-on     | Vai chính           | [ 22 ] |
| 2023      | Lies Hidden in My Garden | ENA  | Chu Sang-eun | Vai chính           | [ 23 ] |
| 2023      | The Killing Vote         | SBS  | Joo Hyun     | Vai chính           | [ 24 ] |

### Phim chiếu mạng
| Năm       | Tựa đề                   | Kênh    | Vai           | Ghi chú   | Ng.           |
| --------- | ------------------------ | ------- | ------------- | --------- | ------------- |
| 2021      | The Magic                |         | So Joong-hee  | Vai chính | [ 25 ]        |
| 2022      | The Mansion              | TVING   | Gi-na         | Vai chính | [ 26 ]        |
| 2022      | Phi vụ triệu đô          | Netflix | Seoul         | Vai phụ   | [ 27 ]        |
| 2022-2023 | Vinh quang trong thù hận | Netflix | Park Yeon-jin | Vai phụ   | [ 28 ] [ 29 ] |

### Chương trình truyền hình
| Năm  | Tựa đề                        | Vai trò     | Ghi chí                          | Ng.    |
| ---- | ----------------------------- | ----------- | -------------------------------- | ------ |
| 2015 | Section TV                    | MC          |                                  | [ 30 ] |
| 2021 | Son Hyun-joo's Simple Station | Cast member | với Son Hyun-joo và Kim Jun-hyun | [ 31 ] |
| 2022 | Besties in Wonderland         | Cast member |                                  | [ 32 ] |

### Dẫn chương trình
| Năm  | Chương trình                             | Ghi chú                                 | Ng.    |
| ---- | ---------------------------------------- | --------------------------------------- | ------ |
| 2015 | Giải thưởng phim truyền hình SBS 2015    | Cùng với Yoo Jun-sang và Lee Hwi-jae    | [ 33 ] |
| 2018 | Liên hoan phim giả tưởng quốc tế Bucheon | Cùng với Choi Min-ho                    | [ 34 ] |
| 2019 | Giải thưởng nghệ sĩ châu Á lần thứ 4     | Cùng với Leeteuk, Ahn Hyo-seop và Nancy | [ 35 ] |

### Quảng cáo
| Năm  | Chương trình    | Ghi chú | Ng.    |
| ---- | --------------- | ------- | ------ |
| 2015 | AmorePacific    | Hanyul  | [ 36 ] |
| 2015 | Cafe De Fleurs  |         | [ 37 ] |
| 2015 | The Basic House | League  | [ 38 ] |

## Giải thưởng và đề cử
| Giải thưởng                               | Năm  | Hạng mục                                                                  | Tác phẩm đề cử/Người nhận                          | Kết quả   | Ng.    |
| ----------------------------------------- | ---- | ------------------------------------------------------------------------- | -------------------------------------------------- | --------- | ------ |
| Buil Film Awards                          | 2014 | Nữ diễn viên mới xuất sắc nhất                                            | Ám ảnh ngoại tình                                  | Đoạt giải | [ 39 ] |
| Korean Association of Film Critics Awards | 2014 | Nữ diễn viên mới xuất sắc nhất                                            | Ám ảnh ngoại tình                                  | Đoạt giải | [ 40 ] |
| Grand Bell Awards                         | 2014 | Nữ diễn viên mới xuất sắc nhất                                            | Ám ảnh ngoại tình                                  | Đoạt giải | [ 41 ] |
| Blue Dragon Film Awards                   | 2014 | Nữ diễn viên mới xuất sắc nhất                                            | Ám ảnh ngoại tình                                  | Đề cử     | [ 42 ] |
| Max Movie Awards                          | 2015 | Nữ diễn viên mới xuất sắc nhất                                            | Ám ảnh ngoại tình                                  | Đề cử     |        |
| Baeksang Arts Awards                      | 2015 | Nữ diễn viên mới xuất sắc nhất – Điện ảnh                                 | Ám ảnh ngoại tình                                  | Đề cử     | [ 43 ] |
| Korea Drama Awards                        | 2015 | Nữ diễn viên mới xuất sắc nhất                                            | Xã hội thượng lưu                                  | Đoạt giải | [ 44 ] |
| APAN Star Awards                          | 2015 | Nữ diễn viên mới xuất sắc nhất                                            | Xã hội thượng lưu                                  | Đoạt giải | [ 45 ] |
| SBS Drama Awards                          | 2015 | Ngôi sao mới                                                              | Xã hội thượng lưu                                  | Đoạt giải | [ 46 ] |
| MBC Entertainment Awards                  | 2015 | Giải xuất sắc hạng mục Âm nhạc/Trò chuyện – Nữ                            | Section TV                                         | Đoạt giải | [ 47 ] |
| MBC Drama Awards                          | 2016 | Giải thưởng xuất sắc, Nữ diễn viên trong phim truyền hình dài tập         | Ngọn gió đời tôi                                   | Đoạt giải | [ 48 ] |
| Asia Model Awards                         | 2019 | Ngôi Sao Người Mẫu Hàn Quốc                                               | —                                                  | Đoạt giải |        |
| Asia Artist Awards                        | 2019 | AAA Cảm xúc xuất sắc nhất (Diễn viên)                                     | —                                                  | Đoạt giải | [ 49 ] |
| MBC Drama Awards                          | 2019 | Giải thưởng lớn (Daesang)                                                 | Cuộc đời thứ 2                                     | Đề cử     | [ 50 ] |
| MBC Drama Awards                          | 2019 | Nữ diễn viên xuất sắc hàng đầu trong loạt phim ngắn từ thứ Hai đến thứ Ba | Cuộc đời thứ 2                                     | Đoạt giải | [ 50 ] |
| MBC Drama Awards                          | 2019 | Cặp đôi đẹp nhất (cùng với Rain)                                          | Cuộc đời thứ 2                                     | Đề cử     | [ 50 ] |
| Baeksang Arts Awards                      | 2023 | Nữ diễn viên phụ xuất sắc nhất – Truyền hình                              | Vinh quang trong thù hận                           | Đoạt giải | [ 51 ] |
| Blue Dragon Series Awards                 | 2023 | Nữ diễn viên phụ xuất sắc nhất                                            | Vinh quang trong thù hận                           | Đoạt giải | [ 52 ] |
| Bechdel Day 2023                          | 2023 | Diễn viên của năm trong hạng mục phim bộ                                  | Vinh quang trong thù hận, Lies Hidden in My Garden | Đoạt giải | [ 53 ] |
| Brand of the Year Awards                  | 2023 | Nữ diễn viên sắc nhất – OTT                                               | Vinh quang trong thù hận                           | Đoạt giải | [ 54 ] |
| Asia Contents Awards & Global OTT Awards  | 2023 | Nữ diễn viên phụ xuất sắc nhất                                            | Vinh quang trong thù hận                           | Đoạt giải | [ 55 ] |
| FUNdex Award                              | 2023 | Nữ diễn viên phim truyền hình OTT xuất sắc nhất                           | Vinh quang trong thù hận                           | Đoạt giải |        |
| Asian Academy Creative Awards             | 2023 | Nữ diễn viên phụ xuất sắc nhất                                            | Vinh quang trong thù hận                           | Đoạt giải | [ 56 ] |
| SBS Drama Awards                          | 2023 | Nữ diễn viên chính xuất sắc nhất thể loại Miniseries/Hành động            | The Killing Vote                                   | Đề cử     | [ 57 ] |
| First Brand Awards                        | 2024 | Nữ diễn viên xuất sắc nhất – Truyền hình                                  | The Killing Vote                                   | Đoạt giải |        |
| First Brand Awards                        | 2024 | Nữ diễn viên xuất sắc nhất – Việt Nam                                     | The Killing Vote                                   | Đoạt giải |        |
| Baeksang Arts Awards                      | 2024 | Nữ diễn viên xuất sắc nhất – Truyền hình                                  | Lies Hidden in My Garden                           | Đề cử     | [ 58 ] |